# Viggianello, Basilicata
Viggianello är en ort och kommun i provinsen Potenza i regionen Basilicata i Italien. Kommunen hade 2 940 invånare (2017).